# Ivan Ratkaj

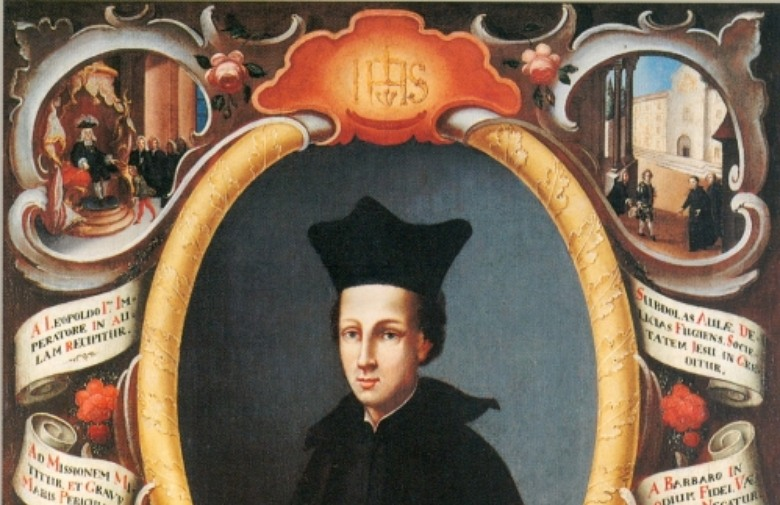
Ivan Ratkaj, Gedenkbild mit Szenen aus seinem Leben (1727)

Ivan Ratkaj (auch Ratkay, Rattkay; * 22. Mai 1647 in Ptuj, Slowenien; † 26. Dezember 1683 in Carichí, Chihuahua, Mexiko) war ein kroatischer Jesuit, der als Missionar und Kartograph im Nordwesten Mexikos tätig war.

## Leben

### In Europa
Ratkaj wurde als Mitglied einer bedeutenden adligen Familie, der Barone von Veliki Tabor, am 22. Mai 1647 in Ptuj geboren. In seiner Kindheit war er Page am Hof des Kaisers Leopold I. in Wien, wo er auch das  Akademische Gymnasium besuchte. Er trat 1664 dem Jesuitenorden bei, schloss sein Studium der Philosophie in Graz ab und lehrte an Schulen in Görz (1670–1671) und Zagreb (1672). Nach dem Studium der Theologie erhielt er die Priesterweihe im Jahr 1676.
Als der Generalsuperior der Jesuiten im Jahr 1678 Missionare für „Westindien“ (Amerika und die Philippinen) in den zentraleuropäischen Ländern suchte, meldete sich Ratkaj. Die zwanzig Missionarskandidaten segelten von Genua nach Cádiz. Wegen eines Sturms kamen sie zu spät an, um die spanische Flotte zu erreichen, die schon in See gestochen war. So mussten die Missionare fast zwei Jahre in Sevilla verbringen bis zur nächsten Gelegenheit zur Einschiffung. In der Zeit erlernte er Spanisch und das Kunsthandwerk.

### In Amerika
Im Juli 1680 schlossen sie sich einer Flotte an, die vom neuen Vizekönig von Neuspanien angeführt wurde, und landeten im mexikanischen Hafen Veracruz. Ratkaj wurde in die Provinz Tarahumara (im heutigen mexikanischen Staat Chihuahua) entsandt, wo die Jesuiten bereits einige Jahre zuvor Missionsstationen eingerichtet hatten. Er erlernte die Sprache der Tarahumara in wenigen Monaten und wurde mit der Arbeit in einer kleinen Mission in Tutuaca betraut. Er organisierte die Errichtung einer kleinen Kirche dort und nach einem Monat hatte er etwa 50 Indios getauft. Anschließend wurde er der bereits gut organisierten Misión de Jesús de Carachíc (heute Carichí) zugewiesen, wo er innerhalb von drei Jahren mehrere hundert Indios taufte.
Ratkaj trug nur alte und abgetragene Kleidung und verteilte alles, was er besaß, an die einheimische Bevölkerung. Er unterrichtete Kinder und Erwachsene zweimal täglich in Fragen des Glaubens. Er besuchte auch regelmäßig drei benachbarte Siedlungen, die zur Mission gehörten. Als Ratkaj versuchte, das nächtliche Trinken und die ausschweifenden Festlichkeiten der Indios auszumerzen, vergifteten sie ihn im Gegenzug, so dass er am 26. Dezember 1683 starb.

## Schriften
Ratkaj war ein aufmerksamer Beobachter seiner Umgebung und sandte drei ausführliche Berichte nach Europa, die anthropologische, ethnographische und geographische Bestandsaufnahmen enthielten. Er versuchte dabei weitgehend, die Tarahumara in einem objektiven Licht zu zeigen. Er präsentierte sie als „sanft und zivilisiert“ im Gegensatz zu einigen Nachbarstämmen. Aber sie seien ebenso wie andere Stämme „heftig der Magie ergeben“.
Sein erster Bericht beschrieb seine Reise von Wien nach Mexiko.
In seinem zweiten Brief, am 25. Februar 1681 an der Grenze zu Neu-Mexiko geschrieben, beschrieb er seine Reise von Mexiko-Stadt ins Land der Tarahumara. Dabei erwähnt er auch seine Beobachtungen des Großen Kometen von 1680:
„... Am 17. November 1680 verließ ich Mexiko-Stadt zusammen mit dem ehrwürdigen Pater Thomas de la Harza, dem gegenwärtigen Rektor des Kollegiums in Patras, und zum Schutz wurden wir von einer Gruppe indianischer Bogenschützen begleitet. Wir kamen rasch voran, so dass wir in zwanzig Tagen 108 Meilen zurücklegten und am 7. Dezember 1680 bei den Silberminen von Zacatecas ankamen. Auf dieser Reise sah ich nichts was so wundervoll war wie ein großer geschweifter Stern, der zum ersten Mal Ende November gegen 4 Uhr am Morgen bei Spica Virginis erschien mit einem langen Schweif, der sich nach Westen erstreckte. Der Schweif war zunächst dunkel, aber wurde von Tag zu Tag heller. Die Bewegung des Sterns war von Westen nach Osten gerichtet, aber so schnell, dass der Stern nach zwei Tagen 40° weiter östlich und näher zur Sonne stand. Nach drei oder vier Wochen, als der Stern die südliche Hemisphäre passiert hatte, zeigte er sich wieder nach Sonnenuntergang mit einem entsetzlichen Schweif, der eine Länge von bis zu 50° hatte. Der Körper des eilenden Sterns war klein und bewegte sich jetzt nach Westen, während der Schweif einige Zeit nach Osten und bald darauf nach Norden gerichtet war, bis der Stern selbst sich nach Mitternacht und der Schweif gegen Mittag wendete und alles langsam verblasste. Die Deutung alles dessen überlasse ich Gott. Ich befürchte aber, dass dieser geschweifte Stern nichts Gutes für Westeuropa bedeutet, d. h. für die Spanische Monarchie.“
Sein dritter Bericht von 1683 enthielt eine Karte der Provinz, in der Entfernungen und Höhenangaben sowie die Missionsstationen, spanischen Festungen und Indianerstämme eingetragen waren, sowie eine Auflistung von Flüssen und Bergen. Es ist die älteste Karte einer mexikanischen Provinz. Sie befindet sich heute im Zentralarchiv der Jesuiten in Rom.